# Geografia del Tibet

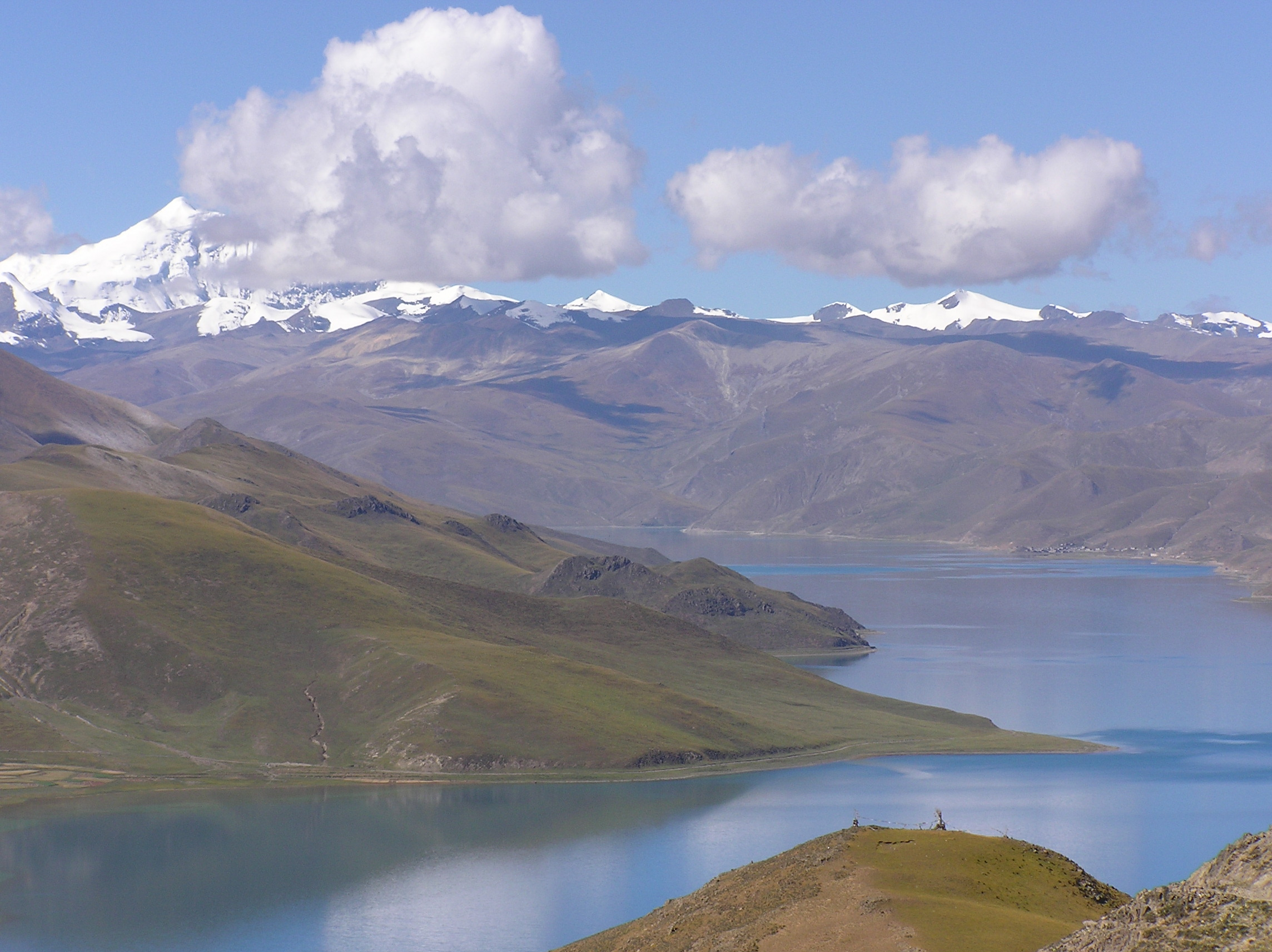
Llac Yamdrok

La geografia del Tibet està formada per les altes muntanyes, llacs i rius situats entre l'Àsia central, oriental i meridional. Tradicionalment, les fonts occidentals (europees i americanes) han considerat el Tibet com a Àsia central, encara que els mapes actuals mostren una tendència a considerar que tota la Xina moderna, inclòs el Tibet, forma part de l'Àsia Oriental. El Tibet sovint s'anomena «el sostre del món», que inclou altiplans que tenen una mitjana de més de 4.950 metres sobre el mar amb cims entre 6.000 i 7.500 m, inclòs l'Everest, a la frontera amb el Nepal.

## Descripció
Limita al nord i a l'est amb la plana de la Xina Central, a l'oest amb la regió del Caixmir de l'Índia i al sud amb Nepal, Índia i Bhutan. La major part del Tibet es troba al cim d'una estructura geològica coneguda com l'altiplà tibetà, que inclou l'Himàlaia i molts dels cims muntanyosos més alts del món.
Pics d'alta muntanya inclouen Changtse, Lhotse, Makalu, Gauri Sankar, Gurla Mandhata, Cho Oyu, Jomolhari, Gyachung Kang, Gyala Peri, la Muntanya Kailash, Kawagebo, Khumbutse, Melungtse, Mont Nyainqentanglha, Namcha Barwa, el Shisha Pangma i Yangra. Els ports de muntanya comprenen el Cherko la i North Col. Les muntanyes més petites son el mont Gephel i el Gurla Mandhata.

## Regions
Físicament, el Tibet es pot dividir en dues parts, la «regió lacustre» a l'oest i el nord-oest, i la «regió fluvial», que s'estén per tres costats de l'anterior a l'est, sud i oest. Els noms de les regions són útils per contrastar les seves estructures hidrològiques, i també per comprovar els seus diferents usos culturals que és nòmada a la «regió lacustre» i agrícola a la regió fluvial. Malgrat la seva gran mida i naturalesa muntanyosa, la variació del clima a l'altiplà tibetà és més constant que abrupte. La regió fluvial té un clima subtropical de les terres altes amb precipitacions moderades d'estiu d'uns 500 mil·límetres per any i temperatures diürnes que oscil·len entre uns 7 °C a l'hivern fins a 24 °C a l'estiu tot i que les nits baixen fins a 15 °C. Les precipitacions disminueixen de manera constant cap a l'oest, arribant només als 110 mil·límetres a Leh, a la vora d'aquesta regió, mentre que les temperatures a l'hivern són cada cop més fredes. Al sud, la regió fluvial està limitada per l'Himàlaia, al nord per un ampli sistema muntanyós. El sistema en cap moment es redueix a un sol rang; generalment n'hi ha tres o quatre en tota la seva amplada. En conjunt, el sistema forma la conca hidrogràfica entre els rius que flueixen a l'oceà Índic – l'Indus, el Brahmaputra i el Salween i els seus afluents – i els rierols que desemboquen als llacs salats sense drenar al nord.
La regió fluvial es caracteritza per les valls muntanyoses fèrtils i inclou el riu Yarlung Tsangpo (els cursos superiors del Brahmaputra) i el seu principal afluent, el riu Nyang, el Salween, el Yangtze, el Mekong i el riu Groc. El canó de Yarlung Tsangpo, format per un revolt de ferradura al riu on flueix al voltant de Namcha Barwa, és el canó més profund i possiblement més llarg del món. Entre les muntanyes hi ha moltes valls estretes. Les valls de Lhasa, Shigatse, Gyantse i Brahmaputra estan lliures de permafrost, cobertes de bona terra i boscos d'arbres, ben regades i ricament conreades.
La vall del sud del Tibet està formada pel riur Yarlung Zangbo durant el seu tram mitjà, on tranista d'oest a est. La vall té aproximadament 1200 quilòmetres de llarg i 300 quilòmetres d'amplada. La vall baixa des dels 4500 metres sobre el nivell del mar fins als 2800 metres. Les muntanyes a banda i banda de la vall solen tenir uns 5000 metres d'alçada. Els llacs que podem trobar son el Paiku i el Puma Yumco.
La regió lacustre s'estén des del llac Pangong Tso a Ladakh, el llac Rakshastal, el llac Yamdrok i el llac Manasarovar, prop de la font del riu Indus, fins a les fonts del Salween, el Mekong i el Yangtze. Altres llacs que es mostren en aquest indret són el Dagze Co, Nam Co i Pagsum Co. La regió dels llacs és un desert àrid i escombrat pel vent. Aquesta regió s'anomena Chang Tang (Byang thang) o 'altiplà del nord' pels habitants del Tibet. Són uns 1.100 km d'ample, i cobreix una àrea aproximadament igual a la de França. A causa de les elevades barreres muntanyoses té un clima alpí molt àrid amb precipitacions anuals d'uns 100 mil·límetres i no té sortida al riu. Les serralades estan esteses, arrodonides, desconnectades, separades per valls planes. El país està esquitxat de llacs grans i petits, generalment salats o alcalins, i tallats per rierols. A causa de la presència de permafrost discontínu sobre el Chang Tang, el sòl és pantanós i cobert d'herba, semblant així a la tundra siberiana. Els llacs d'aigua dolça i salada es barregen i generalment no tenen sortida, o només disposen d'un petit efluent. Els dipòsits comprenen en carbonat sodi, potassa, borax i sal comuna. La regió del llac és coneguda per un gran nombre d'aigües termals, que estan àmpliament distribuïdes entre l'Himàlaia i els 34° N., però són més nombroses a l'oest de Tengri Nor (al nord-oest de Lhasa). El fred és tan intens en aquesta part del Tibet que aquestes fonts de vegades estan representades per columnes de gel, l'aigua gairebé bullint s'ha congelat en l'acte d'expulsió.

## Els efectes del canvi climàtic
L'altiplà tibetà conté la tercera reserva de gel més gran del món. Qin Dahe, l'antic cap de l'Administració meteorològica de la Xina, va dir que el ràpid ritme de fusió i les temperatures més càlides recents seran bones per a l'agricultura i el turisme a curt termini; però va emetre un fort advertiment:
| « | Les temperatures augmenten quatre vegades més ràpid que en altres llocs de la Xina, i les glaceres tibetanes es retiren a una velocitat més alta que a qualsevol altra part del món. […] A curt termini, això farà que els llacs s'expandeixin i provocarà inundacions i colades de fang. […] A la llarga, les glaceres són línies de vida vitals per als rius asiàtics, inclosos l'Indus i el Ganges. Un cop desapareguin, els subministraments d'aigua a aquestes regions estaran en perill. | » |
| — | |   |

## Tibet durant l'últim període glacial
Avui el Tibet és la superfície de calentament més essencial de l'atmosfera. Durant l'últim període glacial a c.2.400.000 m2 de capa de gel cobria l'altiplà. Aquesta glaciació es va produir en correspondència amb una baixada de la línia de neu en 1.200 metres. Per a l'últim màxim glacial, això significa una depressió de la temperatura mitjana anual d'entre 7 i 8 °C amb una precipitació menor en comparació amb la d'avui.
A causa d'aquesta baixada de temperatura, un suposat clima més sec s'ha compensat en part pel que fa a l'alimentació de la glacera per una menor evaporació i un augment de la humitat relativa. A causa de la seva gran extensió, aquesta glaciació als subtròpics va ser l'element climàticament estrany més important de la terra. Amb una albedo del voltant del 80-90%, aquesta zona de gel del Tibet ha reflectit una energia de radiació global almenys 4 vegades més gran per superfície a l'espai que els gels més interiors a una latitud geogràfica més alta. En aquell moment, la superfície d'escalfament més essencial de l'atmosfera, interglacial en l'altiplà tibetà, era la superfície de refrigeració més important.
Faltava l'àrea anual de baixa pressió induïda per la calor sobre el Tibet com a motor del monsó d' estiu. La glaciació va provocar, doncs, una ruptura del monsó d'estiu amb totes les conseqüències climàtiques globals, per exemple, els pluvials al Sàhara, l'expansió del desert de Thar, l'entrada més intensa de pols al mar d'Aràbia, etc., i també el desplaçament a la baixa. de la línia de fusta i tots els cinturons forestals des dels boscos alpí-boreals fins al bosc mediterrani semi-humit que van substituir els boscos tropicals monsònics de l'Holocè al subcontinent indi. Però també els moviments d'animals, inclosa la Rusa de Java, cap al sud d'Àsia són una conseqüència d'aquesta glaciació.
Malgrat l'ablació intensa causada per la forta insolació, la descàrrega de les glaceres a les conques d'Àsia interior va ser suficient per a la creació de llacs d'aigua de desglaç a la conca de Qaidam, la conca del Tarim i el desert de Gobi. La baixada de temperatura va ser a favor del seu desenvolupament. Així, la fracció d'argila produïda pel fregament del sòl de la important glaciació estava a punt per ser expulsada. L'explosió de les limnites i el transport de llarga distància eòlica estaven connectades estaven amb els vents catabàtics. En conseqüència, la glaciació tibetana va ser la causa real de l'enorme producció de loess i el transport del material cap a les terres mitjanes i baixes xineses continuant cap a l'est. Durant l'edat de gel el corrent d'aire catabàtic–bufava tot l'any.
L'enorme aixecament del Tibet d'uns 10 mm/any mesurat per triangulacions des del segle xix i confirmat per les troballes gemorfològiques del gel així com per investigacions sismològiques equival a l'elevació de l'Himàlaia. Tanmateix, aquestes quantitats d'elevació són massa importants pel que fa a una elevació principalment tectònica de l'altiplà que només té lloc epirogenèticament. En realitat es poden entendre millor per un moviment de compensació glacioisostàtic superposat del Tibet d'uns 650 m.
Una visió alternativa d'alguns científics és que les glaceres de l'altiplà tibetà s'han mantingut restringides durant totes les dades publicades des de 1974 a la literatura a què es refereix Kuhle (2004), que són rellevants pel que fa a l'extensió màxima del gel.

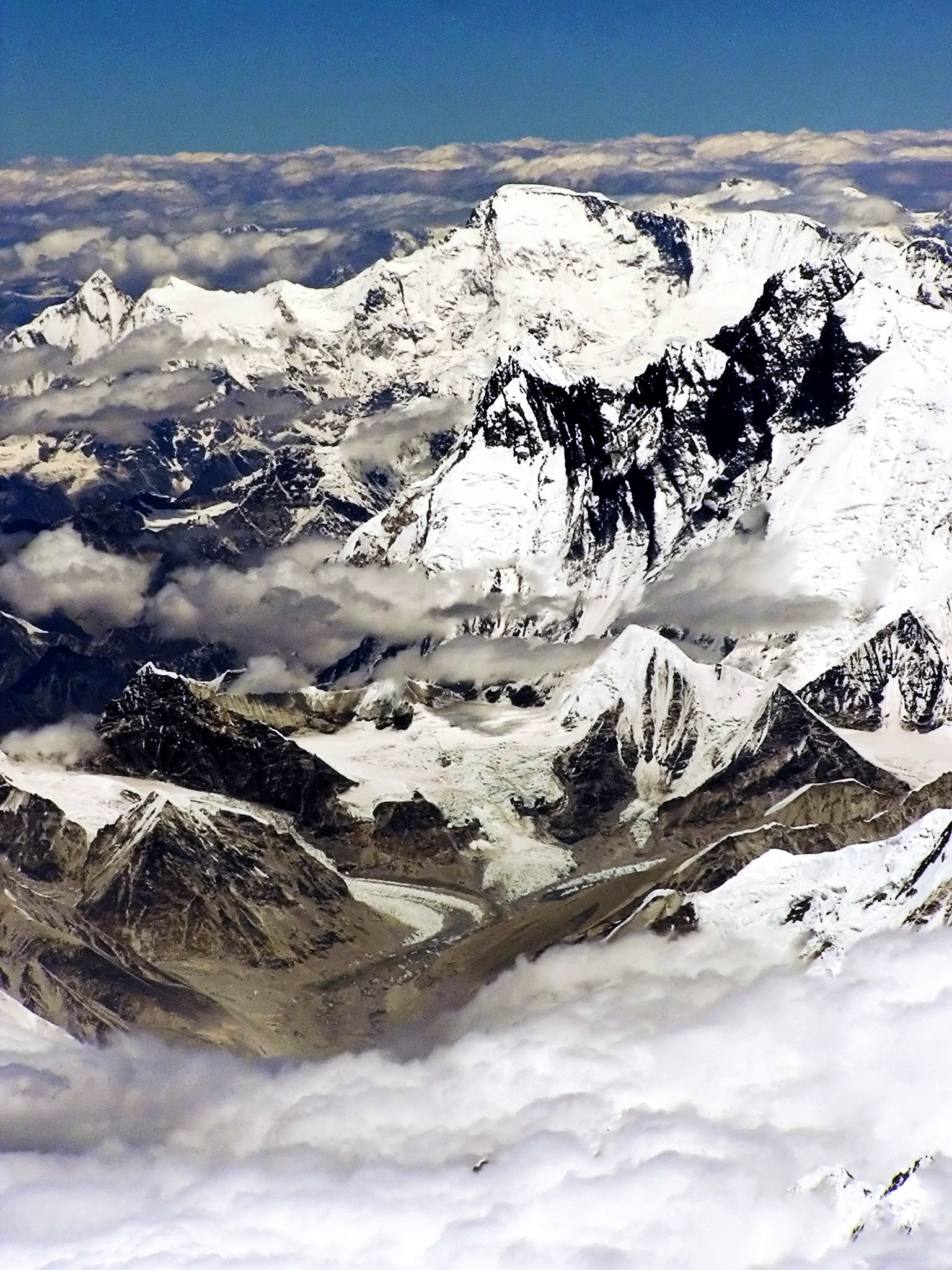
Himalaies prop de Lhasa
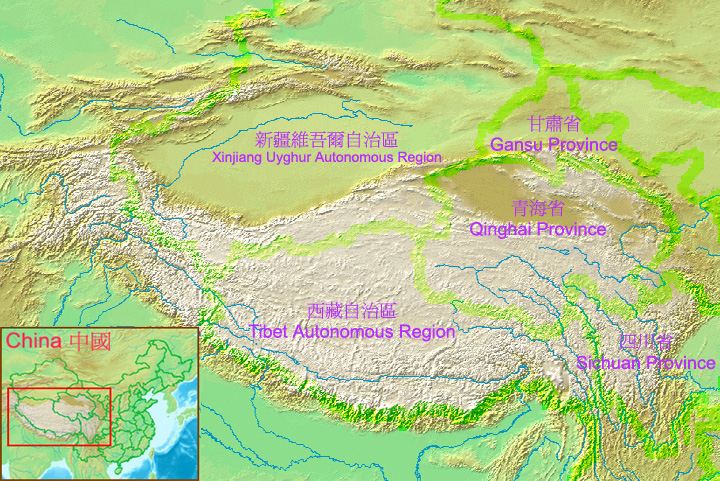
Tibet esta localitzat a l'Altiplà tibetà, la regió més alta del món.
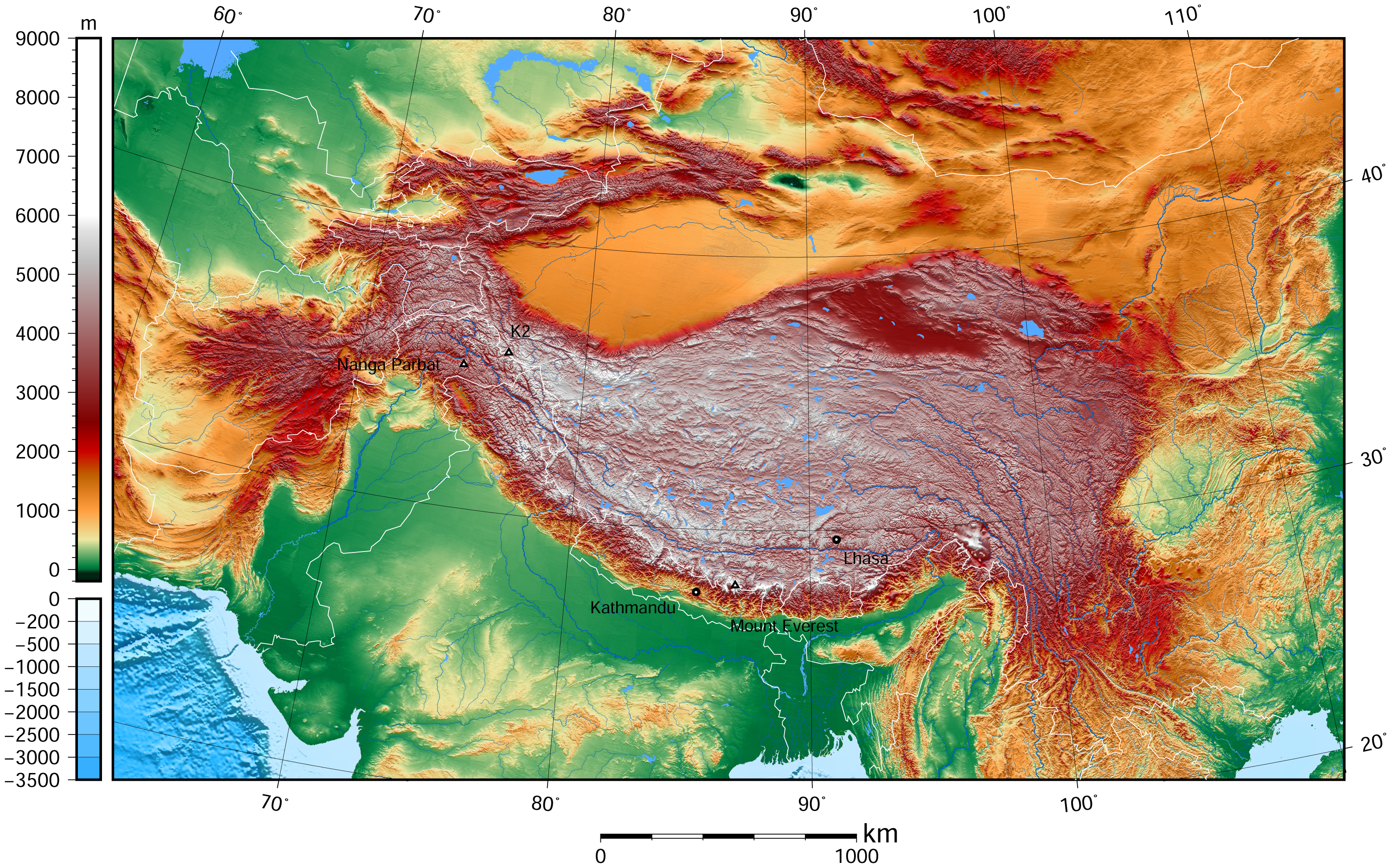
Altiplà tibetà i els voltants per sobre dels 1600-m topografia
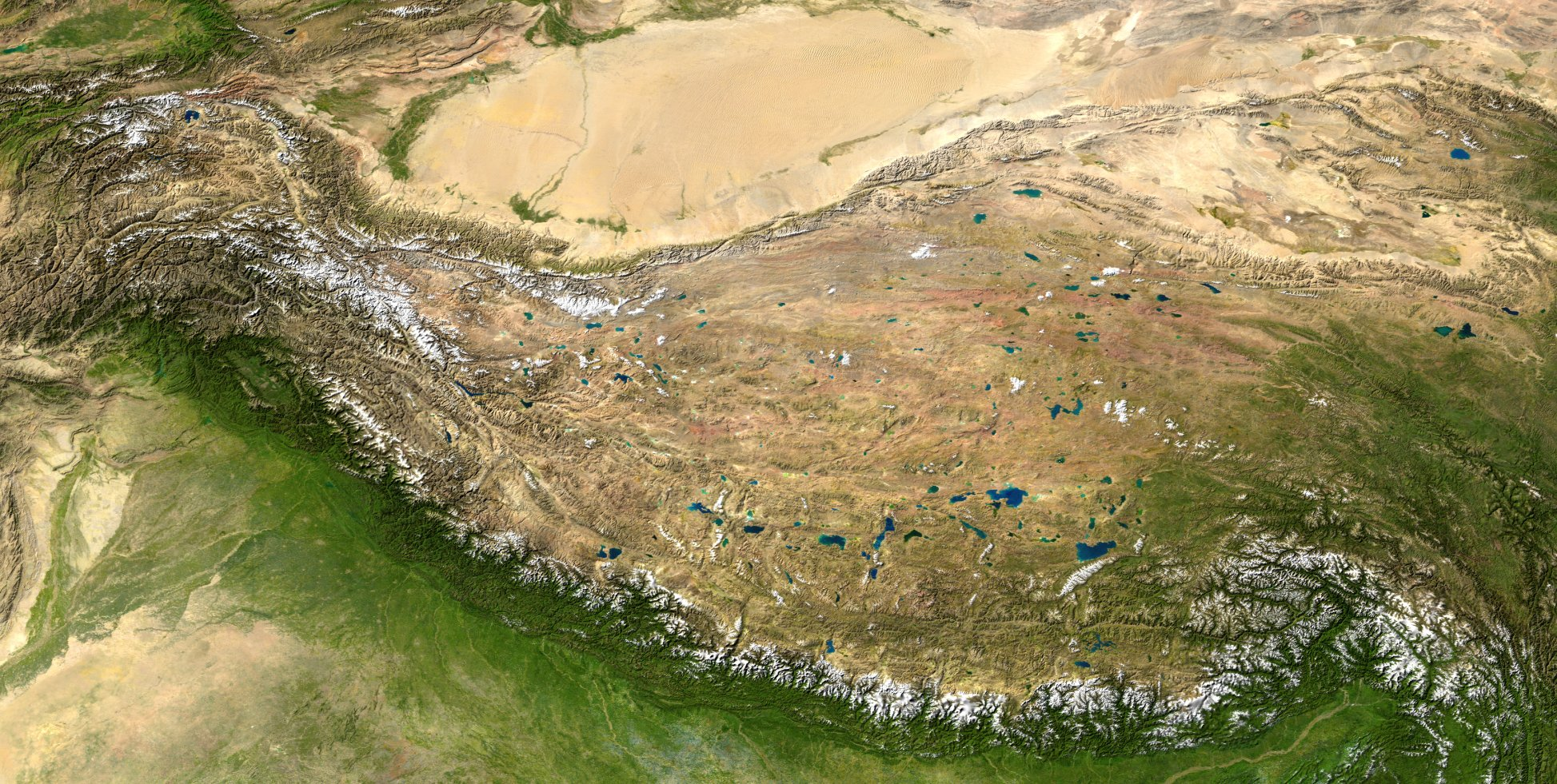
L'altiplà tibetà connecta el Himalaia connectant al sud amb la plana del Taklamakan al nord.
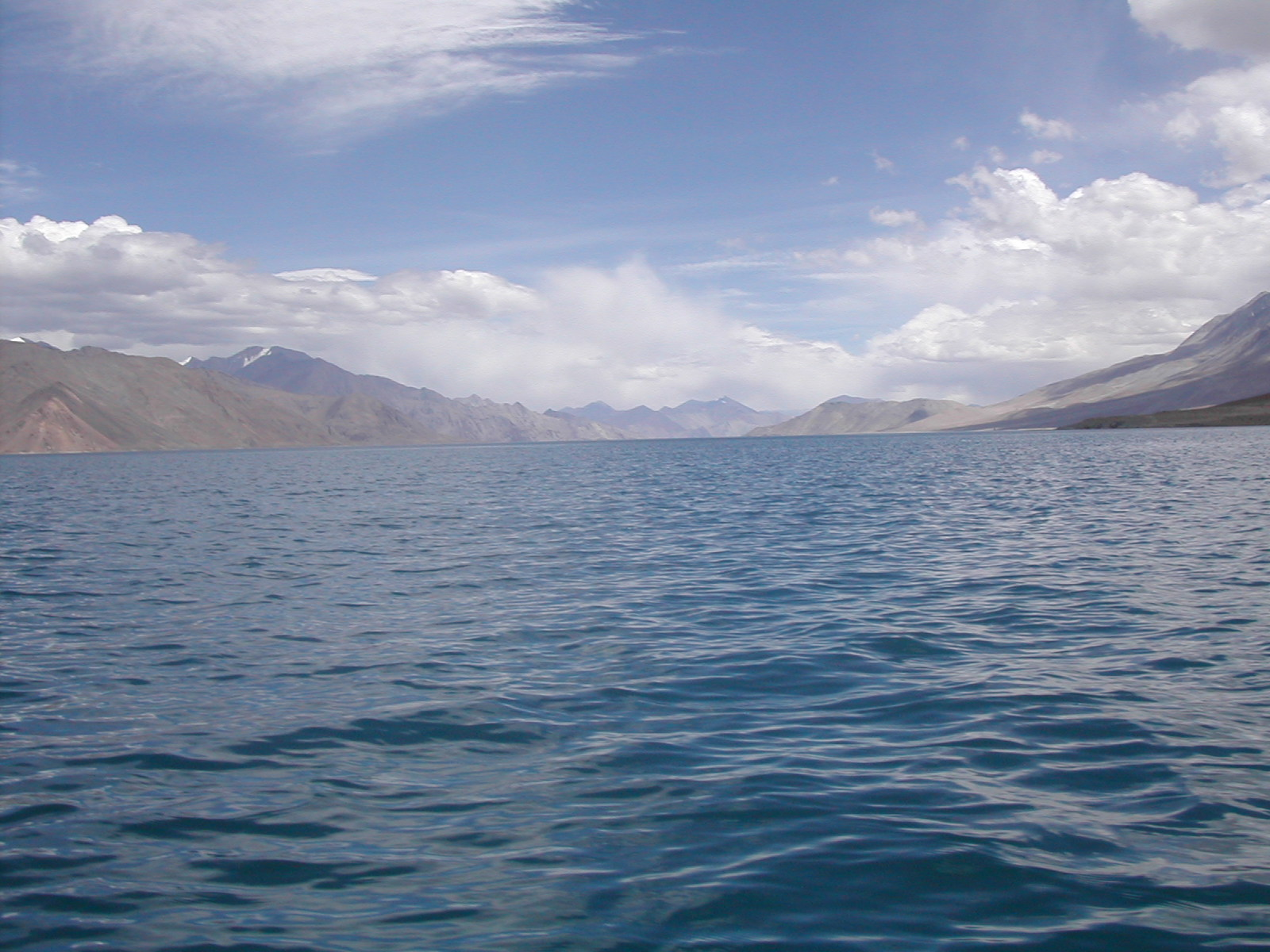
Llac Pangong Tso
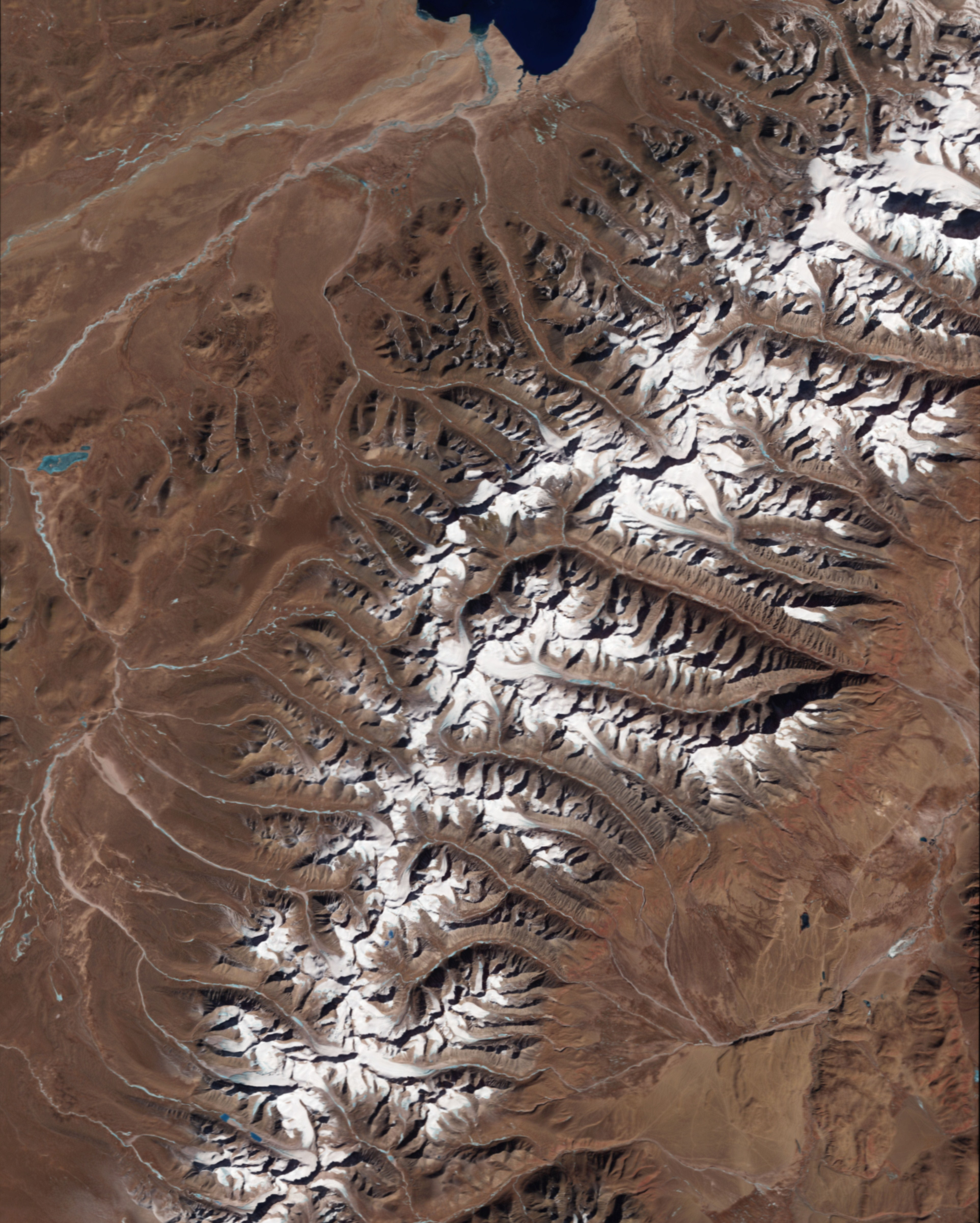
Muntanyes cobertes de glacera al Tibet
- Animació de muntanyes cobertes de glaceres al Tibet